# Torres de l'antiga muralla d'Alcover
Les torres de l'antiga muralla d'Alcover són un monument del municipi d'Alcover declarat bé cultural d'interès nacional.

## Descripció
De les divuit torres que conformaven l'antiga muralla d'Alcover, construïda el S. XIV, en romanen quatre que són: les dues que es troben als costats del Portal de Sant Miquel, una de les quals rebia el nom de «Torre d'en Girona», la torre de Ca Ballester, antigament coneguda amb el nom de «Torre dels Tins», i la torre de Ca Tatxó, que tenia abans el nom de «Torre del Rec». Pel que fa als portals se'n conserven dos, el de «Sant Miquel» (situat a l'extrem nord-est del recinte) i el de la «Saura» (situat a l'extrem sud). La resta de torres i de portals va desaparèixer a conseqüència de la configuració i 
desenvolupament dels ravals, i de l'aprofitament de la muralla per a la construcció d'habitatges.

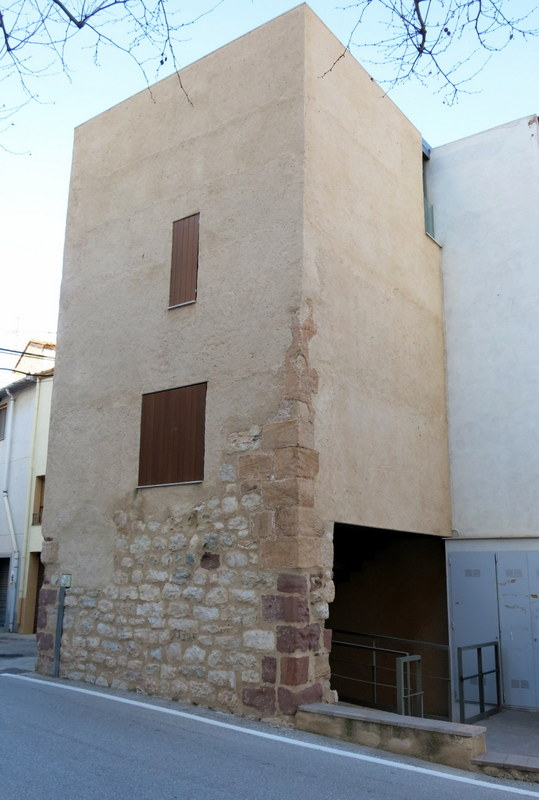
torre de Ca Tatxó (2018)

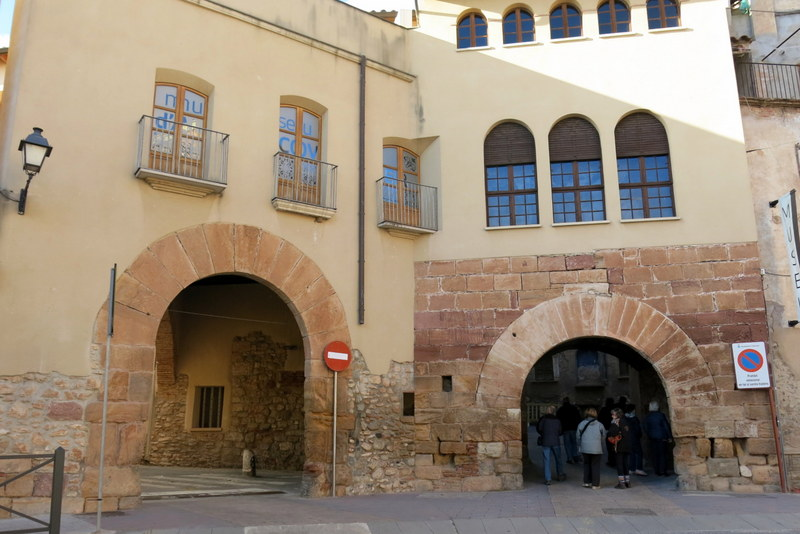
portal de la Saura (2018)

Les torres són totes de planta quadrada, construïdes amb tàpia i amb uns murs d'aproximadament un metre de gruix. De la funció defensiva d'aquestes torres encara es conserven en una d'elles dues pedres buidades de manera que es pogués tirar la caldera d'aigua i d'oli bullents. En l'actualitat, la morfologia de les torres és molt diferent de la que presentarien en el seu origen, ja que han estat adaptades a les necessitats d'habitatge dels veïns.
El portal de la Saura.És d'arc de mig punt a l'exterior, fet amb pedra de sauló vermell, i d'arc apuntat a l'interior, aquest darrer construït amb pedra de sauló groga. A l'interior del portal es conserva una torre circular amb una espitllera i una font amb dues canelles, a més de dues espitlleres als baixos del portal. Al seu costat es construí un altre portal en l'ampliació de la muralla l'any 1634. Aquest segon portal també és de mig punt, i dona accés al Raval del Carme.
El portal de Sant Miquel. És d'arc de mig punt a l'exterior i d'arc apuntat a l'interior. Està emmarcat per dues torres de defensa de l'antiga muralla.

## Història
Alcover és un dels indrets del Camp de Tarragona documentats de més antic. L'any 1060, el comte de Barcelona Ramon Berenguer I va donar el puig d'Ullastrell a Bernat Amat i, en una de les confrontacions, és esmentada Santa Maria d'Alcover. A l'any 1245 es té la primera notícia de l'existència d'un recinte emmurallat a Alcover al qual s'accedia a través dels portals de Sant Miquel, la Saura i d'Amunt. La vila era closa i, fora de muralla, hi havia l'hospital i, probablement, l'església de Sant Miquel, propera al portal del mateix nom. Durant el segle xiv, el rei Pere el Cerimoniósva ordenar la fortificació de la població i la nova muralla va ser reforçada amb 18 torres i, almenys, 3 portals.
En la construcció del segon recinte emmurallat (s.XVII) es va voler incloure les noves edificacions del sector sud-oest del poble fins a arribar a l'Església Nova amb la finalitat de protegir-les. Així doncs, la muralla es va ampliar. Durant el 1633 es discuteix en quins punts situar els nous portals i s'acorda fer un nou portal vora del de la Saura. Aquest està datat a l'any 1634.
A primers de setembre del 2010 es van encetar les obres de restauració de la torre de Ca Tatxó, edifici de propietat municipal catalogat com a Bé Cultural d'Interès Nacional. Situat dins del nucli antic del poble, la torre és una construcció del s.XVII 